# Umberto Bartocci
Umberto Bartocci (Roma, 24 novembre 1944) è un matematico italiano.

## Biografia
Conseguita con lode la laurea in matematica presso l'Università di Roma nel febbraio 1967, negli anni successivi ha proseguito studi e ricerche nel campo della geometria algebrica e della teoria dei numeri al Trinity College dell'Università di Cambridge  come borsista del Consiglio Nazionale delle Ricerche (CNR). Nel 1969 è diventato assistente, presso l'Università di Roma, di Beniamino Segre, presidente dell'Accademia Nazionale dei Lincei e titolare della cattedra di Istituzioni di geometria superiore (Beniamino Segre, Prodromi di Geometria Algebrica, con un'appendice di Umberto Bartocci e Massimo Lorenzani, I teoremi di Bertini e loro generalizzazioni (pp. 273-396), Cremonese, Roma, 1972; Beniamino Segre, Umberto Bartocci, '"Ovali ed altre curve nei piani di Galois di caratteristica due", Acta Arithmetica, XVIII, 1971, pp. 423-449).
Dopo vari incarichi di insegnamento nelle università di Roma, Lecce e Perugia, dal 1976 è stato professore ordinario prima di Geometria e poi di Algebra all'università di Perugia fino al ritiro avvenuto nel 2005. Nell'ateneo perugino ha anche tenuto, per oltre vent'anni consecutivi, l'incarico del corso di Storia delle Matematiche. È stato consulente (referee) di diverse riviste matematiche e fisiche, come Physics Essays, Foundations of Physics, Apeiron ecc., e nel quinquennio 2000-2004 ha curato la pubblicazione del giornale Episteme.

## Studi e ricerche
Particolarmente interessato alla storia del pensiero scientifico e ai fondamenti della fisica e della matematica, Bartocci giudica criticamente l'immagine del mondo fornita dalle attuali teorie fisiche e sostiene la necessità di un autentico pluralismo anche in campo scientifico. Su questi argomenti, oltre ad aver scritto saggi e tenuto conferenze, ha organizzato con l'Istituto Italiano per gli Studi Filosofici di Napoli (e con i fisici Giuseppe Arcidiacono, Stefan Marinov, Roberto Monti e il matematico Marco Mamone Capria) alcuni congressi internazionali: "I fondamenti della matematica e della fisica nel XX secolo: la rinuncia all'intuizione" (Perugia 1989), "Quale fisica per il 2000? Prospettive di rinnovamento, problemi aperti, verità eretiche" (Ischia 1991), "Cartesio e la scienza" (Perugia 1996, nel 4º centenario della nascita del teorizzatore del dubbio metodico), "Galileo back in Italy II - For the return of rationality in modern physics" (Bologna 1999).
In campo prettamente matematico, ha difeso la necessità di un ritorno a una "fondazione classica", basata sulle categorie mentali di spazio e tempo (secondo quindi l'impostazione trascendentale di Kant), contro il più comune (e "comodo") approccio formalistico.
Fra i suoi interessi vanno anche segnalate alcune ricerche e teorie storiche decisamente "eterodosse" rispetto a quelle oggi prevalenti. Così, ad esempio, nel 1995 ha pubblicato il saggio America: una rotta templare, in cui sostiene che la scoperta dell'America non sarebbe dipesa da un caso fortuito e fortunato, da una serendipità, ma sarebbe stata invece il primo episodio della cosiddetta "rivoluzione scientifica" ai cui primordi furono attive diverse "società segrete" di orientamento anticattolico.
Al 1999 risale un'altra pubblicazione controversa: Albert Einstein e Olinto De Pretto, in cui Bartocci sostiene che Olinto De Pretto sia stato il primo a proporre (nel 1903) la celebre equazione E=mc², oggi dedotta usualmente dalla teoria della relatività, utilizzando invece un'argomentazione basata sulla teoria dell'etere, capace quindi di offrire, secondo Bartocci, una motivazione fisica ragionevole per l'esistenza di tale energia contenuta in ogni massa, pure a riposo. Sempre del 1999 è una terza rivisitazione storica, contenuta nel volume La scomparsa di Ettore Majorana: Bartocci vi discute la possibilità che nel 1938 il celebre fisico catanese Ettore Majorana sia stato assassinato per ragioni scientifico-politiche, in vista dell'imminente conflitto mondiale.
Ferma restando la validità astratta di tale ipotesi alla luce delle conoscenze che si avevano nel 1999, e fino al 2014, anno dell'ultima riedizione del saggio in oggetto, nel 2021 Bartocci, alla luce di nuove fino allora inedite notizie concernenti la vita privata di Majorana, presenta una nuova soluzione del caso che considera definitiva almeno fino al momento della scomparsa dello scienziato catanese, un allontanamento volontario che sarebbe scaturito da gravi motivazioni personali e familiari: "La scomparsa di Ettore Majorana (1906-1974) - Soluzione: allontanamento volontario, ovvero, una questione (molto) privata, ovvero anche, cherchez la femme, o meglio les femmes".   La scomparsa di Ettore Majorana (1906-1974), su cartesio-episteme.net. URL consultato il 22 febbraio 2025 (archiviato il 30 novembre 2022).. Una versione ridotta di questo articolo viene pubblicata nel N. 26, October 2024, della rivista portoghese  Electra Magazine con il titolo: "The Disappearance of Ettore Majorana".

## Opere
- Alle origini della costruzione dell'immagine scientifica del mondo: un problema storiografico, in Marco Mamone Capria (a cura di), La costruzione dell'immagine scientifica del mondo - Mutamenti nella concezione dell'uomo e del cosmo dalla scoperta dell'America alla meccanica quantistica, Napoli, Città del Sole, 1999. ISBN 88-8292-097-6.
- Albert Einstein e Olinto De Pretto. La vera storia della formula più famosa del mondo, Bologna, Andromeda, 1999. Ristampato Roma, Andromeda, 2014. Il volume contiene anche una nota biografica di Bianca Mirella Bonicelli, diretta discendente di Silvio De Pretto, fratello di Olinto, e il testo integrale dell'opera di Olinto De Pretto "Ipotesi dell'etere nella vita dell'universo" (presentata dal Conte Almerico Da Schio il 29 novembre del 1903 al Reale Istituto Veneto di Scienze, Lettere ed Arti, fu pubblicata negli "Atti" dello stesso Reale Istituto nel febbraio del 1904, Tomo LXIII, Parte II, pp. 439–500, insieme a una lettera di consenso del 16 giugno 1903 dell'Illustre Astronomo Giovanni Schiaparelli).
- La scomparsa di Ettore Majorana: un affare di stato?, Bologna, Andromeda, 1999.[6] Nuova versione Roma, Andromeda, 2014.[7]
- I paradossi di Zenone sul movimento e il dualismo spazio-tempo, con un'appendice sulle definizioni matematiche di discreto e continuo, Episteme, N. 8, Sett. 2004. ISSN 1593-3482 (8).[8]
- Breve profilo storico della matematica, Perugia, Università degli studi, 2005[senza fonte].[9]
- Lezioni di Algebra 1 con Elementi di Logica 1, A.A. 2004-2005, Perugia, Università degli studi, 2005[senza fonte] .[10]
- Una breve presentazione (critica) del teorema di incompletezza di Gödel, Perugia, Università degli studi, 2005[senza fonte].[11]
- Che cos'è la geometria? Un tentativo di... ritorno alle origini, dopo un secolo di nichilismo ontologico, in Giandomenico Sica (a cura di), What is Geometry?, Monza, Polimetrica, 2006, pp. 33–77. ISBN 88-7699-030-5.
- Una rotta templare alle origini del mondo moderno, 422 pp., Collana La storia impossibile, Roma, Andromeda, 2015. ISBN 978-88-683206-9-0.[12]